# 長踦無毛蟹
長踦無毛蟹（学名：Eplumula phalangium）为蛛形蟹科無毛蟹屬下的一个种。